# Sveriges Grand Prix 1978
Sveriges Grand Prix 1978, officiellt IX Grand Prix of Sweden, var en Formel 1-tävling som hölls den 17 juni 1978 på Scandinavian Raceway i Anderstorp i Sverige. Det var det åttonde av sexton lopp ingående i Formel 1-säsongen 1978 och kördes över 70 varv. Detta var det sista av sammanlagt sex F1-lopp som kom att köras på Anderstorp. Loppet vanns av Niki Lauda för Brabham, tvåa blev Riccardo Patrese för Arrows, och trea blev hemmaföraren Ronnie Peterson för Lotus.

## Resultat
1. Niki Lauda, Brabham-Alfa Romeo, 9 poäng
2. Riccardo Patrese, Arrows-Ford, 6
3. Ronnie Peterson, Lotus-Ford, 4
4. Patrick Tambay, McLaren-Ford, 3
5. Clay Regazzoni, Shadow-Ford, 2
6. Emerson Fittipaldi, Fittipaldi-Ford, 1
7. Jacques Laffite, Ligier-Matra
8. James Hunt, McLaren-Ford
9. Gilles Villeneuve, Ferrari
10. Carlos Reutemann, Ferrari
11. Hans-Joachim Stuck, Shadow-Ford
12. Hector Rebaque, Rebaque (Lotus-Ford)
13. Jochen Mass, ATS-Ford
14. Rolf Stommelen, Arrows-Ford
15. Keke Rosberg, ATS-Ford

### Förare som bröt loppet
- Arturo Merzario, Merzario-Ford (varv 62, för få varv)
- Mario Andretti, Lotus-Ford (46, motor)
- Alan Jones, Williams-Ford (46, hjul)
- Patrick Depailler, Tyrrell-Ford (42, upphängning)
- Jean-Pierre Jabouille, Renault (28, motor)
- John Watson, Brabham-Alfa Romeo (19, snurrade av)
- Jody Scheckter, Wolf-Ford (16, överhettning)
- Didier Pironi, Tyrrell-Ford (8, olycka)
- Vittorio Brambilla, Surtees-Ford (7, olycka)

### Förare som ej kvalificerade sig
- Rupert Keegan, Surtees-Ford
- Brett Lunger, BS Fabrications (McLaren-Ford)
- Jacky Ickx, Ensign-Ford

## VM-ställning
| Förarmästerskapet 1. Mario Andretti, Lotus-Ford, 36 2. Ronnie Peterson, Lotus-Ford, 30 3. Niki Lauda, Brabham-Alfa Romeo, 25 | Konstruktörsmästerskapet 1. Lotus-Ford, 49 2. Brabham-Alfa Romeo, 31 3. Tyrrell-Ford, 25 |